# Huitztlampaehecatl
 (mars 2022).
Si vous disposez d'ouvrages ou d'articles de référence ou si vous connaissez des sites web de qualité traitant du thème abordé ici, merci de compléter l'article en donnant les références utiles à sa vérifiabilité et en les liant à la section « Notes et références ».
Dans la mythologie aztèque, Huitztlampaehecatl est le dieu du vent du Sud. Il est le fils de Ehecatl, dieu du vent, et le frère de Tlacoccayotl, dieu du vent d'Est.